# Lake Gaston
Lake Gaston ist ein Stausee am Roanoke River in den Vereinigten Staaten. Er ist rund 55 km lang, bis zu 2 km breit und bedeckt bei normalem Wasserstand eine Fläche von 82 km². Der Lake Gaston dient in erster Linie der Stromerzeugung und ist im Besitz von Dominion Resources.

## Lage
Der See befindet sich an der Grenze der US-Bundesstaaten North Carolina und Virginia, wobei der Hauptteil des Reservoirs sowie das Absperrbauwerk in North Carolina liegt. Er ist der mittlere von drei unmittelbar aufeinander folgenden Stauseen. Unmittelbar nach dem Gaston Dam schließt der kleinere Roanoke Rapids Lake an. Im Westen beginnt der Stauraum des Lake Gaston unterhalb der Staumauer des John H. Kerr Reservoirs bzw. von Buggs Island.
In North Carolina haben drei Countys Anteil am See (Warren, Halifax und Northampton), in Virginia zwei (Mecklenburg und Brunswick). Der nächste größere Ort ist die Kleinstadt Roanoke Rapids 12 km unterhalb des Gaston Dams.

## Bauwerk
Der Gaston Dam hat eine Länge von 1100 m und ist bis zu 32 m hoch. In die Staumauer ist das Wasserkraftwerk integriert. Die Gaston Hydro Station besitzt vier Generatoren mit einer Leistung von zusammen 220 MW. Das Kraftwerk nahm 1963 den kommerziellen Betrieb auf.
Die durchschnittliche Wassermenge des Roanoke Rivers beträgt am Gaston Dam 227 m³ pro Sekunde. In Spitzenzeiten können die vier Turbinen des Kraftwerkes 1360 m³ pro Sekunde verarbeiten.